# 正辛胺
正辛胺又称1-辛胺，是一种有机化合物，为直链的伯胺，化学式为C8H19N。它可由正辛醇和氨的催化胺化反应来制备。它可用作表面活性剂以及用于N-辛基吡咯烷酮等化学品的合成。